# Diocesi di Antipirgo
La diocesi di Antipirgo (in latino Dioecesis Antipyrgensis) è una sede soppressa del patriarcato di Alessandria e una sede titolare della Chiesa cattolica.

## Storia
Antipirgo, identificabile con Tobruch nell'odierna Libia, è un'antica sede episcopale della provincia romana della Libia Inferiore (Marmarica), suffraganea dell'arcidiocesi di Darni, sottomessa al patriarcato di Alessandria.
Sono tre i vescovi attribuiti a questa antica diocesi. L'Index patrum Nicaenorum restitutus di Heinrich Gelzer assegna a Antipirgo il vescovo Serapione, che prese parte al concilio di Nicea nel 325; altri autori invece assegnano questo vescovo alla diocesi di Antifre. Un altro vescovo di nome Serapione, forse il medesimo del 325, prese parte al concilio riunito a Seleucia di Isauria nel mese di settembre del 359 e durante il quale fu approvata la tesi di un arianesimo moderato, già sostenuta dall'imperatore Costanzo II. L'ultimo vescovo noto è Emiliano, che fu tra i padri del secondo concilio di Costantinopoli nel 553.
Un papiro, in cattive condizioni di conservazione, contiene parte della lettera festale che Cirillo di Alessandria indirizzò a tutti i vescovi del patriarcato per annunciare la data della Pasqua del 413. La lettera è accompagnata dall'elenco dei vescovi deceduti quell'anno e di coloro che ne presero il posto; anche ad Antipirgo ci fu un avvicendamento, ma le condizioni in cui si trova il papiro non permette di conoscere i nomi dei vescovi, quello morto e il suo successore.
Dal XX secolo Antipirgo è annoverata tra le sedi vescovili titolari della Chiesa cattolica; la sede è vacante dal 6 marzo 1969.

## Cronotassi

### Vescovi
- Serapione I ? † (menzionato nel 325)
- Serapione II † (menzionato nel 359)
- Anonimo † (? - 413 deceduto)
- Anonimo † (413 - ?)
- Emiliano † (menzionato nel 553)

### Vescovi titolari
- Luigi Ermenegildo Ricci, O.F.M. † (22 febbraio 1922 - 26 novembre 1931 deceduto)
- John Chang Pi-te † (11 gennaio 1932 - 11 aprile 1946 nominato vescovo di Zhaoxian)
- Riccardo Ramos de Castro Vilela † (16 agosto 1946 - 8 agosto 1958 deceduto)
- Wilhelm Tuschen † (21 agosto 1958 - 21 giugno 1961 deceduto)
- Myles McKeon † (23 maggio 1962 - 6 marzo 1969 nominato vescovo di Bunbury)